# Norsjö (commune)
La commune de Norsjö est une commune suédoise du comté de Västerbotten. Sa population s'élevait à 3986 habitants en 2019. Son chef-lieu est Norsjö.

## Histoire
Les premiers établissements dans la région ont probablement eu lieu au cours du XVe siècle. Au cours des premiers siècles, les habitants vivaient de la pêche, de la chasse et de l'agriculture.
En 1974, les municipalités de Norsjö et de Malå ont été fusionnées pour former la nouvelle municipalité de Norsjö. En 1983, la municipalité de Malå a été rétablie dans les limites d'avant 1974.

## Localités principales
- Bastuträsk
- Norsjö

## Économie
Norsjö a traditionnellement été une grande municipalité industrielle. Les vastes forêts de la région ont servi de base à de nombreux secteurs industriels basés sur le bois, notamment la gestion forestière, la récolte et la replantation des forêts, le transport du bois, les scieries, les produits manufacturés à base de bois et le bois comme combustible renouvelable pour la production d'énergie électrique et de chaleur.
Une quantité importante d'énergie renouvelable est produite dans la municipalité de Norsjö, y compris l'énergie électrique provenant des centrales hydroélectriques et l'énergie thermique à base de bois pour les applications de chauffage industriel et domestique.
L'extraction de minerais métalliques a également été un facteur industriel très important au fil des ans, avec un certain nombre de mines en activité dans et autour de la municipalité de Norsjö, qui se trouve dans le district minier de Skellefteå. La municipalité de Norsjö n'est qu'à 50 km de la grande usine régionale de traitement des minerais située à Boliden, non loin de là. 

## Personnalités liées à la commune
- Tommy Körberg (1948), chanteur, acteur et musicien suédois né dans la commune.
- Torgny Lindgren (1938-2017), écrivain suédois né dans la commune.
- Björn Yttling (1974), musicien suédois qui a grandi dans la commune.